# لی یونگ جین (بازیگر)
لی یونگ جین (کره‌ای: 이영진؛ زادهٔ ۲۴ فوریه ۱۹۸۱) بازیگر اهل کره جنوبی است. او در فیلم‌های عتیقه، عضو هشتم هیئت منصفه و مجموعه‌های تلویزیونی اغواگر بزرگ، آشوب زن و شوهری و داستان قرارداد ازدواج پارک ایفای نقش کرده است.